# 7党連合
7党連合（ななとうれんごう、Seven Party Alliance）は、ネパールのギャネンドラ国王による独裁体制を終わらせるための7党による政党連合。2006年の民主化運動（ロクタントラ・アンドラン）の推進力となった。
連合は次の7党で構成された。
1. ネパール会議派
2. ネパール会議派民主
3. ネパール統一共産党
4. ネパール労農党
5. ネパール友愛党（アナンディ・デヴィ）
6. 統一左翼戦線
7. 人民戦線ネパール

これらの7党は1999年の立法議会選挙の当選者205議席のうち、194議席を占める。これに参加しなかった唯一の顕著な政党は王党派の国民民主党（RPP）である。国民民主党は3つの派閥に分裂しており、その一派は国王の政権奪取を支持しているが、他の2派はこれを批判している。
「7党連合」という名称には誤りが含まれている。というのは「統一左翼戦線」はそれ自体3つの政党の連合体であるからである。
また、「ネパール会議派」と「ネパール統一共産党」の2党はそれぞれ他の5政党の議席の合計より大きな議席を持っている。